# Dune litoranee di Torre del Lago
Dune litoranee di Torre del Lago este o arie protejată (arie specială de conservare — SAC, sit de importanță comunitară — SCI, arie de protecție specială avifaunistică — SPA) din Italia întinsă pe o suprafață de 123 ha, integral pe uscat.

## Localizare
Centrul sitului Dune litoranee di Torre del Lago este situat la coordonatele 43°49′43″N 10°15′14″E / 43.828611°N 10.253889°E.

## Înființare
Situl Dune litoranee di Torre del Lago a fost declarat sit de importanță comunitară în iunie 1995 pentru a proteja 6 specii de animale. Alte tipuri de protecție:
- arie de protecție specială avifaunistică (în decembrie 1998)[2]
- arie specială de conservare (în mai 2016)[1][3][4]

## Biodiversitate
Situată în ecoregiunea mediteraneană, aria protejată conține 15 habitate naturale: Dune cu vegetație ierboasă Malcolmietalia, Dune mobile de-a lungul țărmului cu Ammophila arenaria („dune albe”), Pajiști umede mediteraneene cu ierburi înalte de Molinio-Holoschoenion, Mlaștini calcaroase cu Cladium mariscus și specii de Caricion davallianae, Vegetație anuală la limita mareei, Dune de coastă cu Juniperus spp., Dune de pe litoral fixate cu Crucianellion maritimae, Lacuri eutrofice naturale cu vegetație de tip Magnopotamion sau Hydrocharition, Dune mobile cu vegetație embrionară, Dune cu tufărișuri sclerofile Cisto-Lavenduletalia, Dune împădurite cu Pinus pinea și/sau Pinus pinaster, Dune cu vegetație ierboasă Brachypodietalia cu specii anuale, Lagune de coastă, Păduri mixte riverane de Quercus robur, Ulmus laevis și Ulmus minor, Fraxinus excelsior sau Fraxinus angustifolia, de-a lungul marilor râuri (Ulmenion minoris), Ape puternic oligomezotrofe cu vegetație bentonică cu Chara spp..
La baza desemnării sitului se află mai multe specii protejate de  păsări (6): pescăruș albastru (Alcedo atthis), ciocârlie-cu-degete-scurte (Calandrella brachydactyla), caprimulg (Caprimulgus europaeus), prundăraș de sărătură (Charadrius alexandrinus), sfrâncioc roșiatic (Lanius collurio), rață catifelată (Melanitta fusca)
Pe lângă speciile protejate, pe teritoriul sitului au mai fost identificate 19 specii de plante, 1 specie de păsări, 1 specie de amfibieni, 3 specii de nevertebrate, 2 specii de reptile.